# 法政大学大学院キャリアデザイン学研究科・キャリアデザイン学部

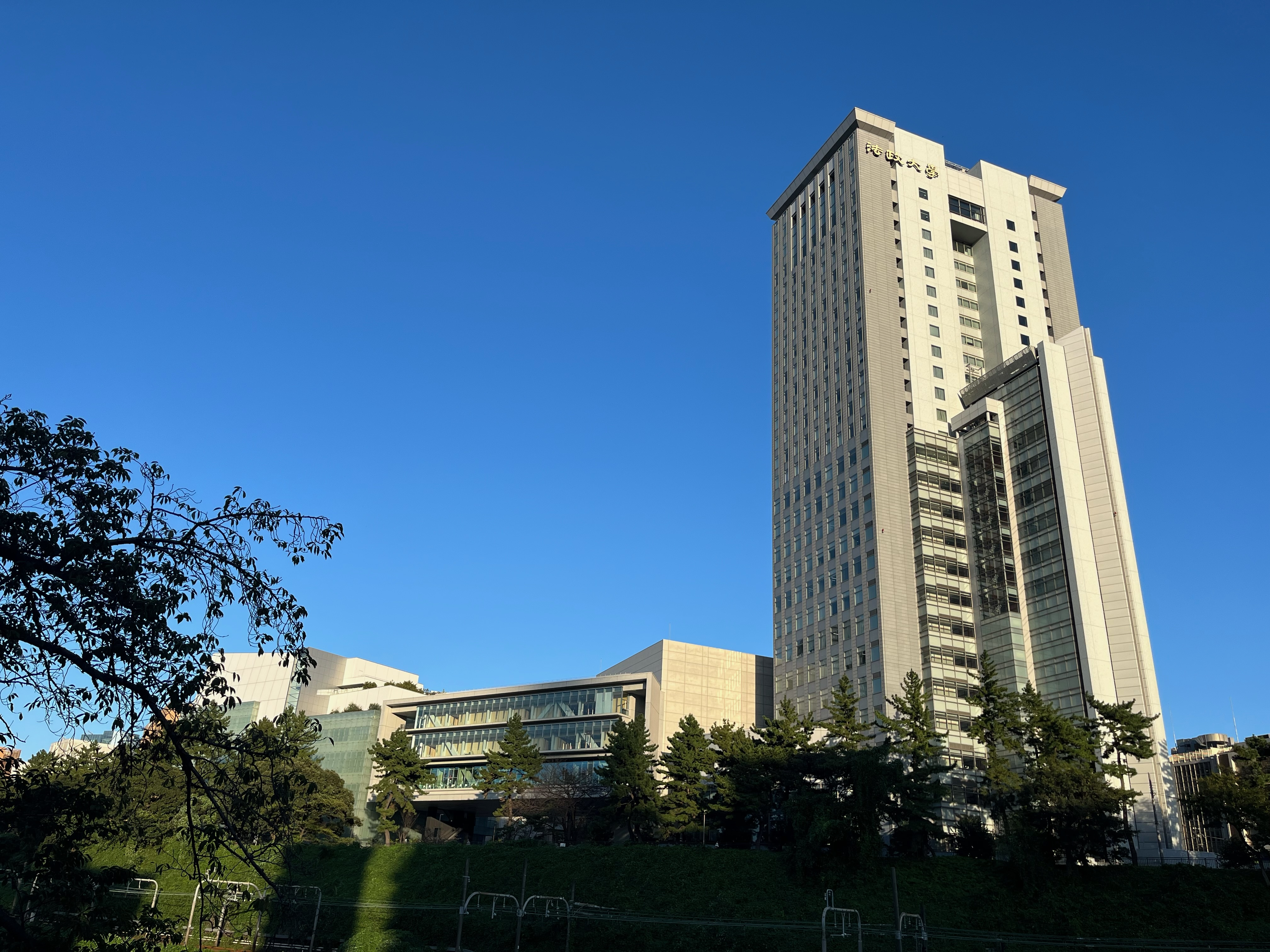
法政大学市ヶ谷キャンパス

法政大学キャリアデザイン学部（ほうせいだいがくきゃりあでざいんがくぶ、英：Faculty of  Lifelong Learning and Career Studies）は、法政大学が設置するキャリアデザイン学部。
法政大学大学院キャリアデザイン学研究科（ほうせいだいがくだいがくいんきゃりあでざいんがくけんきゅうか）は、法政大学が設置する大学院キャリアデザイン学研究科。

## 概要
法政大学キャリアデザイン学部は、2003年に開設された、自己と他者のキャリアを築く専門知識とスキルを習得するための学部である。
キャリアデザイン学は「人と人とが支え合いながら、より良く生きていくために、生き方、学び方、働き方を考え、設計していくこと」であり、社会の構造や価値観が複雑化・多様化する現代社会にあって、何を学び、どう働き、どう生きるのかを探究する肝要な学問と言える。本学部は、「自己のキャリア形成」と「他者のキャリア形成の支援」という二つのテーマに沿って専門性を深め、これからの時代を主体的・創造的に切り拓いていくことができる力を身に付けられる環境を提供している。
法政大学キャリアデザイン学部は、法学部、文学部、経営学部、国際文化学部、人間環境学部、デザイン工学部、グローバル教養学部（GIS）と同じく法政大学市ヶ谷キャンパスに本部が置かれている。
本学部の特徴として、企業、地方自治体、学校などでの体験型科目が豊富な点が挙げられる。日々の講義などで得た知識や理論を、国内外の企業や法人での就労体験・他者のキャリア支援サポート・地域との関りを通じて、自身の経験として発展させることが可能となっている。
また、キャリア構築における3つの領域（「発達・教育」、「ビジネスキャリア」、「ライフキャリア」）を横断的に学習することで、視野を拡大しながら実践的な知見を深めていくことが可能となっている。
キャリアデザイン学研究科は、2005年に日本で初めて『キャリアデザイン学』を創造する専攻として、開設された。
当初は経営学研究科における専攻であったが、2013年にキャリアデザイン学研究科として分離・独立がなされた。
本専攻では、経営学、教育学などから構成される学際的な学問領域に『キャリアデザイン学』を構築しこれを教育・研究すること主眼とし、企業の人事労務管理者、人材ビジネスで働くスタッフ、雇用の流動化を背景にして活躍するキャリアコンサルタントやキャリアカウンセラー、公共職業紹介や公共職業訓練の場で生涯職業能力開発を中心とするキャリア形成支援にあたる専門職、学校や教育機関でキャリア教育を実践する教員や進路指導職員スタッフ、NPOや公共文化施設等で市民の生涯キャリア発達支援能力をもった職員等々を対象に、理論に裏付けられた実学を習得してもらうことで、社会からの人材需要に対応している。

## 沿革
- 1920年（大正9年） - 大学令により大学へと昇格、同時に経済学部、法学部設置
- 1948年（昭和23年） - 経済学部経済学科及び商業学科の通信教育設置
- 1949年（昭和24年） - 経済学部を再編するとともに第二部を設置
- 2003年（平成15年）- 法政大学キャリアデザイン学部開設
- 2005年（平成17年）- 経営学研究科キャリアデザイン学専攻設置
- 2013年（平成25年）- 経営学研究科から独立改組し、キャリアデザイン学研究科キャリアデザイン学専攻として設置

## 学部・学科

### キャリアデザイン学部
- キャリアデザイン学科

## 大学院
キャリアデザイン学研究科
- キャリアデザイン学専攻（修士課程）

## 学部長
- 中野貴之

## 関連施設
- ボアソナード・タワー
- 80年館
- 法政大学大学院棟

## 交通アクセス
〒102-8160 市ヶ谷キャンパス（東京都千代田区富士見2-17-1）
- 【JR線】 JR中央・総武緩行線：市ケ谷駅または飯田橋駅下車徒歩10分
- 【地下鉄線】 都営地下鉄新宿線：市ケ谷駅下車徒歩10分
- 【地下鉄線】 東京メトロ有楽町線：市ケ谷駅または飯田橋駅下車徒歩10分
- 【地下鉄線】 東京メトロ東西線：飯田橋駅下車徒歩10分
- 【地下鉄線】 東京メトロ南北線：市ケ谷駅または飯田橋駅下車徒歩10分
- 【地下鉄線】 都営地下鉄大江戸線：飯田橋駅下車徒歩10分

## 著名な出身者
出身者、卒業生及び関係者については「法政大学の人物一覧」を参照されたい